# Joseph Stanton Jr.
Joseph Stanton, Jr., född 19 juli 1739 i Charlestown, Rhode Island, död 1807 i Charlestown, Rhode Island, var en amerikansk politiker. Han representerade delstaten Rhode Island i båda kamrarna av USA:s kongress, först i senaten 1790-1793 och sedan i representanthuset 1801-1807.
Stanton deltog i amerikanska revolutionskriget. Han var delegat till Rhode Islands konstitutionskonvent år 1790. Han och Theodore Foster tillträdde 1790 som de två första senatorerna för Rhode Island. Stanton representerade Rhode Island i senaten i den första och i den andra kongressen. Han efterträddes 1793 som senator av William Bradford.
Stanton var sedan ledamot av representanthuset i den sjunde, åttonde och nionde kongressen (1801-1807). Han efterträddes i mars 1807 som kongressledamot av Isaac Wilbour. Han avled senare samma år i hemstaden Charlestown.